# The Best, The Rest, The Rare
The Best, The Rest, The Rare är ett samlingsalbum utgivet 1991 av Helloween. Albumet innehåller låtar från 1985 till 1988.

## Låtförteckning
1. "I Want Out" (Hansen) - 4:38
2. "Dr. Stein" (Weikath) - 5:01
3. "Future World" (Hansen) - 4:02
4. "Judas" (Hansen) - 4:39
5. "Walls of Jericho" (Weikath) - 0:48
6. "Ride the Sky" (Hansen) - 5:55
7. "Halloween" (Hansen) - 13:16
8. "Livin' Ain't No Crime" (Weikath) - 4:40
9. "Save Us" (Hansen) - 5:11
10. "Victim of Fate" (Hansen) - 6:58
11. "Savage" (Kiske) - 3:22
12. "Don't Run for Cover" (Kiske) - 4:43
13. "Keeper of the Seven Keys" (Weikath) - 13:37